# أولواتوبيلوبا أموسان
أولواتوبيلوبا أموسان (مواليد 23 أبريل 1997) هي لاعبة ألعاب قوى نيجيرية متخصصة في سباق 100 متر حواجز، شاركت في الألعاب الأولمبية مرتين في 2016 و2020.